# Aspalathus candicans
Aspalathus candicans là một loài thực vật có hoa trong họ Đậu. Loài này được W.T.Aiton miêu tả khoa học đầu tiên.